# سفالوسپورین سی
سفالوسپورین سی(به انگلیسی: Cephalosporin C) یک آنتی‌بیوتیک از دسته سفالوسپورین‌ها است. این ماده از یک گونه قارچ از سرده Acremonium جدا می‌شود و اولین بار در سال ۱۹۶۱ شناسایی شد. اگرچه به خودی خود یک آنتی‌بیوتیک موثر نیست، اما آنالوگ‌های سنتزی آن، مانند سفالوتین، به برخی از اولین داروهای آنتی بیوتیکی سفالوسپورین در بازار تبدیل شدند. 